# 東証スタンダード市場TOP20
東証スタンダード市場TOP20は、東証スタンダード市場に上場する内国普通株式のうち、上場時価総額、流動性を考慮して選定する20銘柄により構成される株価指数のことをいう。
2022年4月1日の指数値を1000円とし、2022年4月4日から算出されている。市場の実態をより的確に反映するために年に1回（毎年10月）構成銘柄の入替が行われている。東京証券取引所により算出・公表されている。

## 銘柄一覧
2025年3月12日現在、銘柄コード順。
- 2702 日本マクドナルドHD
- 2782 セリア
- 3222 U.S.M.HD
- 4716 日本オラクル
- 4966 上村工業
- 6324 ハーモニック・ドライブ・システムズ
- 6670 MCJ
- 6890 フェローテックHD
- 6960 フクダ電子
- 7105 三菱ロジスネクスト
- 7163 住信SBIネット銀行
- 7412 アトム
- 7451 三菱食品
- 7564 ワークマン
- 7716 ナカニシ
- 7906 ヨネックス
- 8066 三谷商事
- 8572 アコム
- 9436 沖縄セルラー電話

## 構成銘柄入れ替え
| 日付             | 追加   | 追加                       | 除外   | 除外                             | 備考       |
| 日付             | コード | 銘柄名                     | コード | 銘柄名                           | 備考       |
| ---------------- | ------ | -------------------------- | ------ | -------------------------------- | ---------- |
| 2022年10月31日付 | 7071   | アンビスホールディングス   | 3254   | プレサンスコーポレーション       |            |
| 2022年10月31日付 | 7451   | 三菱食品                   | 5273   | 三谷セキサン                     |            |
| 2023年10月31日付 | 3254   | プレサンスコーポレーション | 1407   | ウエストHD                       |            |
| 2023年10月31日付 | 4966   | 上村工業                   | 7071   | アンビスホールディングス         |            |
| 2023年10月31日付 | 7105   | 三菱ロジスネクスト         | 7512   | イオン北海道                     |            |
| 2023年10月31日付 | 7163   | 住信SBIネット銀行          | －     | －                               | [ 注釈 1 ] |
| 2024年10月31日付 | 6670   | MCJ                        | 6425   | ユニバーサルエンターテインメント |            |
| 2024年10月31日付 | 7906   | ヨネックス                 | －     | －                               | [ 注釈 2 ] |